# San Giorgio Scarampi
San Giorgio Scarampi es una localidad y comune italiana de la provincia de Asti, región de Piamonte. Tiene una población estimada, a fines de 2019, de 105 habitantes.

## Evolución demográfica
| Gráfica de evolución demográfica de San Giorgio Scarampi entre 1861 y 2001 |
|                                                                            |
| Fuente ISTAT - elaboración gráfica de Wikipedia                            |